# Straßenradsport-Weltmeisterschaften 2004
Die Straßenradsport-Weltmeisterschaften 2004 fanden vom 27. September bis 3. Oktober in der norditalienischen Stadt Verona statt. Es wurden insgesamt zehn Entscheidungen in den Disziplinen Einzelzeitfahren und Straßenrennen sowie in den Kategorien Frauen, Männer, Männer U23, Junioren und Juniorinnen ausgefahren.
Die Straßenrennen fanden auf einem 14,75 km langen Rundkurs rund um Verona statt. Start und Ziel befanden sich an der Piazza Brà in der Innenstadt, auf einer Höhe von 59 Metern. Der anspruchsvolle Kurs führte hinauf zum Torricelle auf 260 Metern und wieder zurück in die Innenstadt. Die Zeitfahrwettbewerbe wurden nicht in Verona selbst, sondern im Städtchen Bardolino am Gardasee ausgetragen.

## Männer

### Straßenrennen (266 km)
| Platz | Athlet       | Land | Zeit         |
| ----- | ------------ | ---- | ------------ |
| 1     | Óscar Freire | ESP  | 6:57:15 h    |
| 2     | Erik Zabel   | GER  | gleiche Zeit |
| 3     | Luca Paolini | ITA  | gleiche Zeit |

### Einzelzeitfahren (47 km)
| Platz | Athlet              | Land | Zeit         |
| ----- | ------------------- | ---- | ------------ |
| 1     | Michael Rogers      | AUS  | 57:30,12 min |
| 2     | Michael Rich        | GER  | 58:42,55 min |
| 3     | Alexander Winokurow | KAZ  | 58:55,16 min |

## Frauen

### Straßenrennen (133 km)
| Platz | Athletin        | Land | Zeit      |
| ----- | --------------- | ---- | --------- |
| 1     | Judith Arndt    | GER  | 3:44:38 h |
| 2     | Tatiana Guderzo | ITA  | 3:44:48 h |
| 3     | Anita Valen     | NOR  | 3:44:50 h |

### Einzelzeitfahren (24 km)
| Platz | Athletin         | Land | Zeit         |
| ----- | ---------------- | ---- | ------------ |
| 1     | Karin Thürig     | SUI  | 30:53,65 min |
| 2     | Judith Arndt     | GER  | 31:45,43 min |
| 3     | Sulfija Sabirowa | RUS  | 31:50,00 min |

## U23 Männer

### Straßenrennen (177 km)
| Platz | Athlet            | Land | Zeit      |
| ----- | ----------------- | ---- | --------- |
| 1     | Kanstanzin Siuzou | BLR  | 4:33:33 h |
| 2     | Thomas Dekker     | NED  | 4:34:34 h |
| 3     | Mads Christensen  | DEN  | 4:34:35 h |

### Einzelzeitfahren (37 km)
| Platz | Athlet          | Land | Zeit         |
| ----- | --------------- | ---- | ------------ |
| 1     | Janez Brajkovič | SLO  | 46:56,39 min |
| 2     | Thomas Dekker   | NED  | 47:15,71 min |
| 3     | Vincenzo Nibali | ITA  | 47:17,34 min |

## Junioren

### Straßenrennen (133 km)
| Platz | Athlet          | Land | Zeit         |
| ----- | --------------- | ---- | ------------ |
| 1     | Roman Kreuziger | CZE  | 3:25:39 h    |
| 2     | Rafaâ Chtioui   | TUN  | gleiche Zeit |
| 3     | Simon Špilak    | SLO  | 3:25:45 h    |

### Einzelzeitfahren (24 km)
| Platz | Athlet          | Land | Zeit         |
| ----- | --------------- | ---- | ------------ |
| 1     | Patrick Gretsch | GER  | 30:29,37 min |
| 2     | Roman Kreuziger | CZE  | 30:44,90 min |
| 3     | Stefan Schäfer  | GER  | 30:45,70 min |

## Juniorinnen

### Straßenrennen (74 km)
| Platz | Athletin          | Land | Zeit         |
| ----- | ----------------- | ---- | ------------ |
| 1     | Marianne Vos      | NED  | 2:11:44 h    |
| 2     | Marta Bastianelli | ITA  | 2:12:14 h    |
| 3     | Ellen van Dijk    | NED  | gleiche Zeit |

### Einzelzeitfahren (16 km)
| Platz | Athletin        | Land | Zeit         |
| ----- | --------------- | ---- | ------------ |
| 1     | Tereza Huříková | CZE  | 22:14,10 min |
| 2     | Rebecca Much    | USA  | 22:19,47 min |
| 3     | Amanda Spratt   | AUS  | 22:19,77 min |

## Medaillenspiegel
| Medaillenspiegel |                    |      |        |        |        |
| Platz            | Land               | Gold | Silber | Bronze | Gesamt |
| 1                | Deutschland        | 2    | 3      | 1      | 6      |
| 2                | Tschechien         | 2    | 1      | –      | 3      |
| 3                | Niederlande        | 1    | 2      | 1      | 4      |
| 4                | Australien         | 1    | –      | 1      | 2      |
| 4                | Slowenien          | 1    | –      | 1      | 2      |
| 6                | Schweiz            | 1    | –      | –      | 1      |
| 6                | Spanien            | 1    | –      | –      | 1      |
| 6                | Belarus            | 1    | –      | –      | 1      |
| 9                | Italien            | –    | 2      | 2      | 4      |
| 10               | Tunesien           | –    | 1      | –      | 1      |
| 10               | Vereinigte Staaten | –    | 1      | –      | 1      |
| 12               | Dänemark           | –    | –      | 1      | 1      |
| 12               | Kasachstan         | –    | –      | 1      | 1      |
| 12               | Norwegen           | –    | –      | 1      | 1      |
| 12               | Russland           | –    | –      | 1      | 1      |